# Préfecture de Gjirokastër
La préfecture de Gjirokastër (en albanais : Qarku i Gjirokastrës) est une préfecture d'Albanie. Sa capitale est Gjirokastër.
Elle est bordée par la Grèce au sud-est.

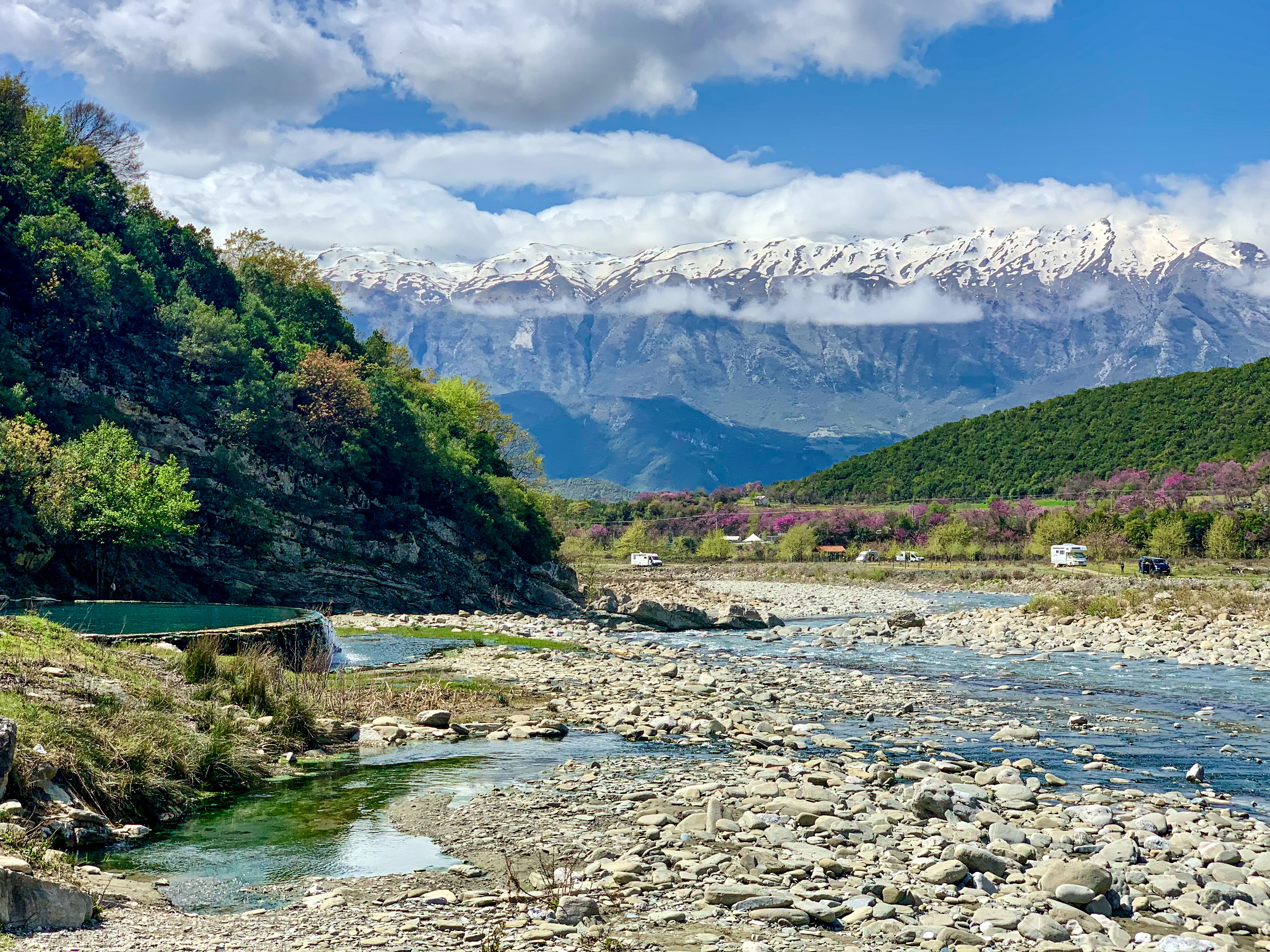
Thermes près de Përmet

## Districts
La préfecture de Gjirokastër était sous-divisée en trois districts : Gjirokastër, Përmet et Tepelenë, mais depuis une réforme administrative de 2015, il n'y a plus de districts en Albanie.